# Jozef Juriga
Jozef Juriga (ur. 9 września 1968) – słowacki piłkarz występujący na pozycji pomocnika.

## Kariera klubowa
Swoją karierę rozpoczął w 1986 w Slovanie Bratysława, grającym w drugiej lidze czechosłowackiej. W sezonie 1987/1988 awansował z nim do pierwszej ligi. Zadebiutował w niej 10 sierpnia 1988 w zremisowanym 1:1 meczu z Sigmą Ołomuniec, a 25 września 1988 w wygranym 3:2 pojedynku z Baníkiem Ostrawa strzelił swojego pierwszego gola w tych rozgrywkach. W sezonie 1991/1992 zdobył ze Slovanem mistrzostwo Czechosłowacji. 
W 1993 odszedł do słowackiego Spartaka Trnawa, w którym spędził sezon 1993/1994. Potem wrócił do Slovana i wywalczył z nim dwa mistrzostwa Słowacji (1995, 1996) oraz Puchar Słowacji (1997). Od 1997 do 1999 był zawodnikiem Artmedii Petržalka, a następnie przeniósł się do niemieckiego Sportfreunde Siegen, grającego w Regionallidze. W trakcie sezonu 1999/2000 przeszedł do zespołu BV Cloppenburg, z którym spadł wówczas  do Oberligi. 
W 2001 wrócił na Słowację, gdzie w sezonie 2001/2002 reprezentował barwy pierwszoligowej Ozety Dukli Trenčín, po czym zakończył karierę.

## Statystyki ligowe
| Rozgrywki    | Poziom | Kraj           | Mecze | Gole |
| ------------ | ------ | -------------- | ----- | ---- |
| 1. liga      | I      | Czechosłowacja | 116   | 9    |
| 2. liga      | II     | Czechosłowacja | 42    | 5    |
| 1. liga      | I      | Słowacja       | 124   | 5    |
| Regionalliga | III    | Niemcy         | 19    | 2    |
| Oberliga     | IV     | Niemcy         | 26    | 5    |

## Kariera reprezentacyjna
W reprezentacji Słowacji zadebiutował 6 września 1995 w wygranym 1:0 meczu el. do ME 1996 z Izraelem, a 27 marca 1996 w wygranym 4:0 towarzyskim pojedynku z Białorusią strzelił swojego jedynego gola w kadrze. W latach 1995–1996 w drużynie narodowej rozegrał pięć spotkań.